# Domjan
Domjan (ali Domijan) je priimek več oseb:
- Alenka Domjan (r. Salesin) (*1951), umetnostna zgodovinarka, galeristka, kulturna organizatorka v Celju
- Andreja Domjan Arnšek, pediatrinja
- Brigita Domjan Pavlin, vrhovna sodnica
- Doroteja Domjan, atletinja
- Gašper Domjan (*1979) fotograf
- Jože Domjan (*1952), slovenski grafični oblikovalec
- Mihael Domjan († 1737~), evangeličanski duhovnik v Prekmurju
- Tinka Domjan, modna oblikovalka
- Veronika Domjan, atletinja, metalka diska